# Pryssing
Pryssing er et ældre ord for øl fra Preussen. Det er desuden et dansk efternavn. I Johan Ludvig Heibergs vaudeville Recensenten og Dyret optræder der således en bogbinder ved navn Pryssing.
| Sprog | Spire Denne artikel om sprog er en spire som bør udbygges. Du er velkommen til at hjælpe Wikipedia ved at udvide den. |